# Fontaine de la Grille du Coq
La fuente Grille du Coq se encuentra en la parte norte de los jardines de los Campos Elíseos, parte del Carré des Ambassadeurs, cerca de la Place de la Concorde en el VIII Distrito de París. Se instaló frente a la Grille du Coq en el Palacio del Elíseo, de donde toma su nombre.

## Histórico
Poco después de completar las fuentes del Concorde, Jacques Hittorff construyó cuatro fuentes adicionales en las plazas de los jardines de los Campos Elíseos. La fuente de la Grille du Coq es una de ellas, fue construida en 1840. Las proporciones y formas de la fuente reflejan perfectamente las obras realizadas durante la Restauración y la Monarquía de Julio.

## Descripción
La pila circular de la fuente, el pedestal con decoración en forma de conchas y la pila sostenida por los delfines adornados con hojas de palma y las cabezas de leones escupiendo agua, son idénticas a las otras tres fuentes instaladas en los jardines de los Campos Elíseosde Jacques Hittorff:
- la fuente de diana
- la fuente del circo
- y la Fuente de los Embajadores

Solo las partes superiores divergen. La fuente Grille du Coq es la única de las cuatro fuentes de los jardines de los Campos Elíseos cuya parte superior de la fuente no está adornada con una escultura. La fuente tiene un gran cuenco de piedra colocado sobre un pedestal octogonal de bronce decorado con cuatro delfines y hojas. Del centro brota un simple chorro de agua que alimenta el gran estanque. El agua cae de doce mascarons en la efigie de cabezas de león, adornadas con óvulos, entrelazados y follaje, que completan las cabezas de león. El agua sale a borbotones silenciosamente, en un fino chorro que vuelve a caer en el gran estanque

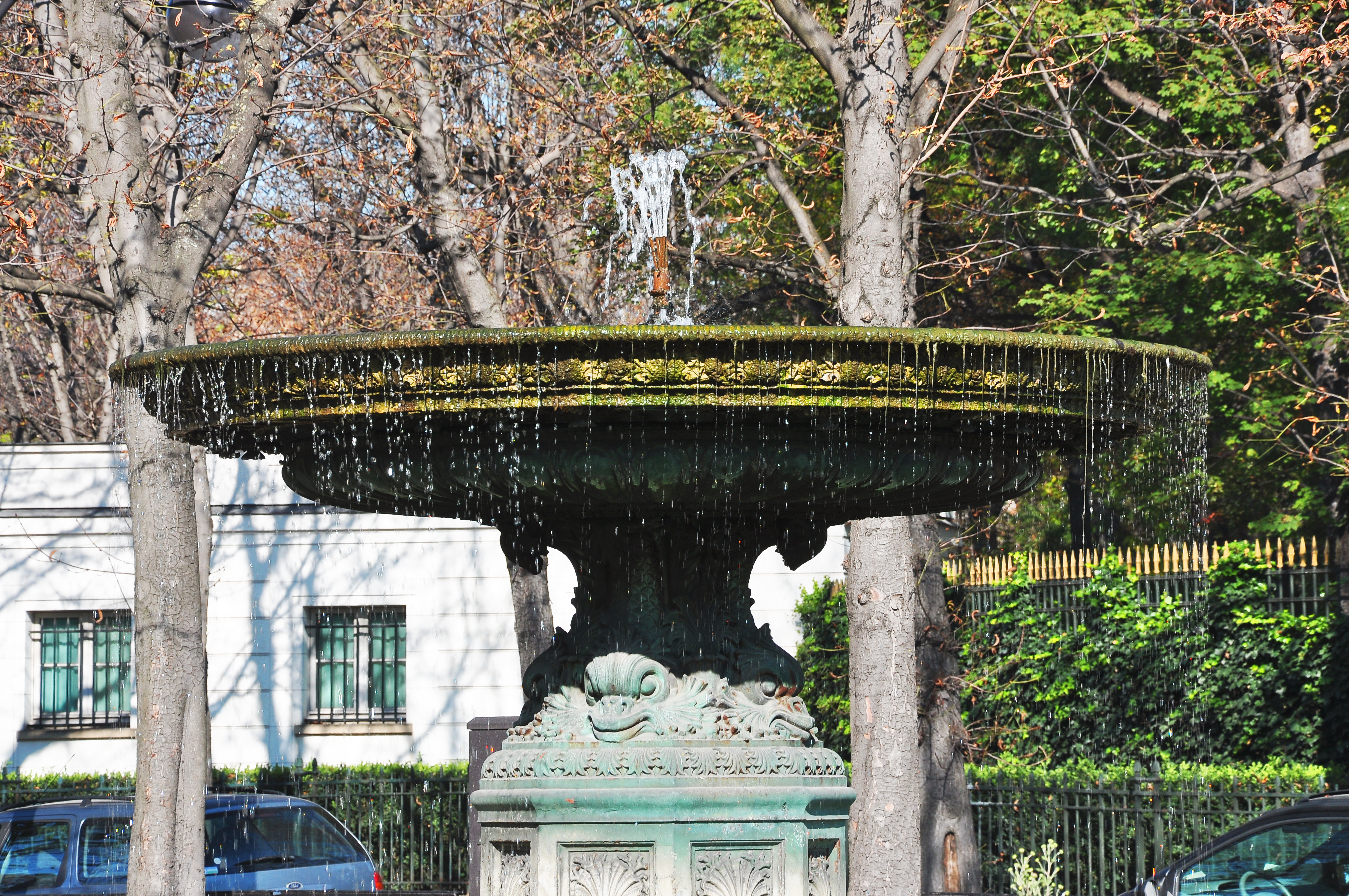
la cuenca
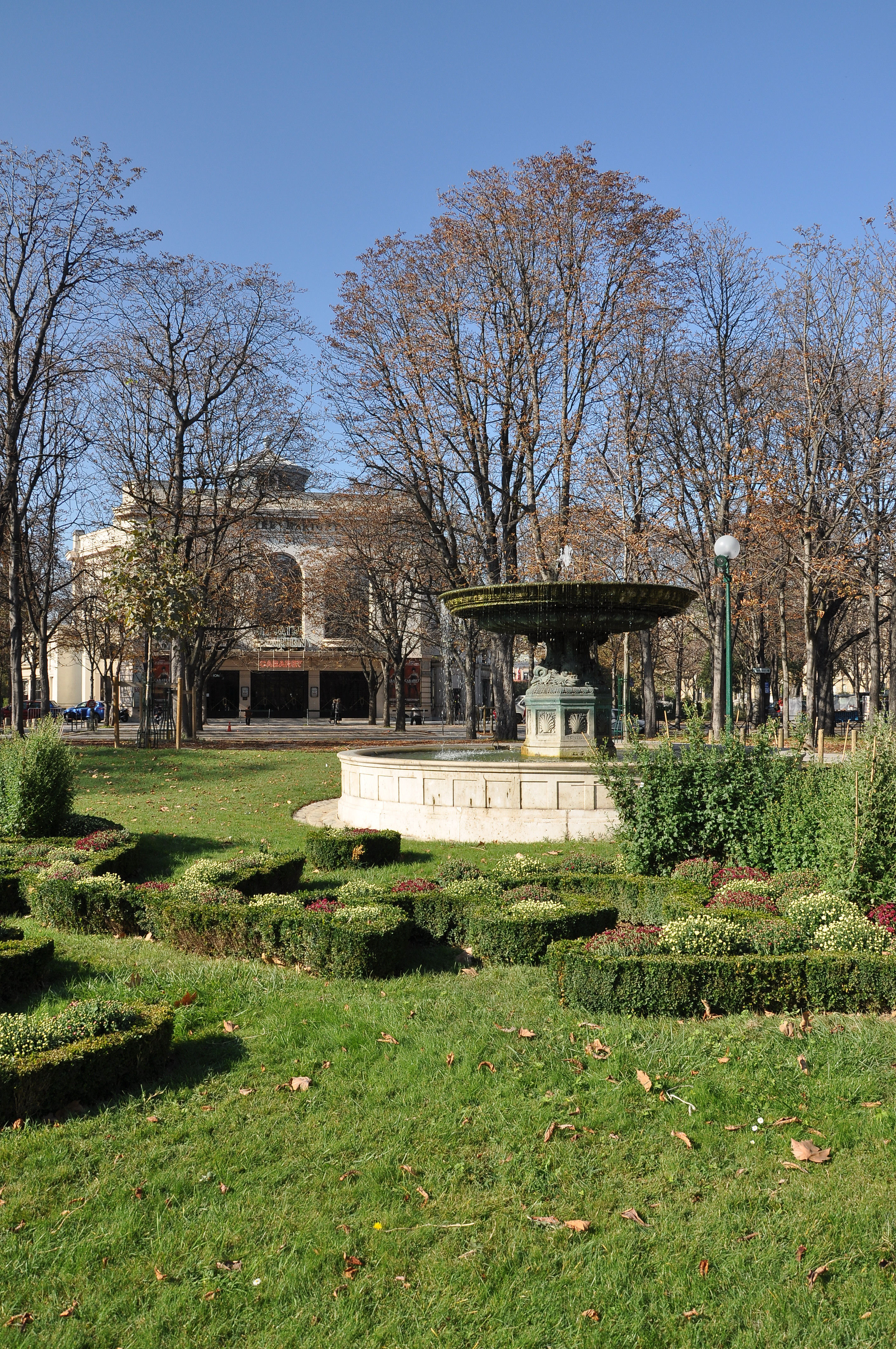
Visión general.